# Кулешин, Василий Николаевич
Васи́лий Никола́евич Куле́шин (5 марта 1931, Михайловск, Ставропольский край — 31 марта 2011, Михайловск, Ставропольский край) — звеньевой механизированного звена опытно-производственного хозяйства «Михайловское» Ставропольского научно-исследовательского института сельского хозяйства (Шпаковский район Ставропольского края), Герой Социалистического Труда (1971).

## Биография
Родился 5 марта 1931 года в селе Михайловское Северо-Кавказского края (ныне город Шпаковского района Ставропольского края) в большой (четверо детей) семье крестьян.
Окончив 5 классов, в 1943 году начал работать в колхозе «Красное знамя» (в 1946 году единственный в колхозе удостоен медали «За доблестный труд в Великой Отечественной войне»), в 1948 году окончил курсы трактористов и до 1951 года проработал трактористом Пелагиадской машинно-тракторной станции (МТС). С 1949 по 1950 годы обучался тонкостям сельского хозяйства в Григорополисской школе. В 1951 году призван в армию, служил до 1954 года, после демобилизации вернулся в МТС на ту же должность тракториста, проработав там 6 лет. В 1959 году вступил в КПСС.
В 1960 году назначен главой механизированного звена опытно-производственного хозяйства «Михайловское» Ставропольского научно-исследовательского института сельского хозяйства (СНИИСХ) в селе Михайловское (с 1963 года — Шпаковское, с 1998 года — город Михайловск).
Указом Президиума Верховного Совета СССР от 8 апреля 1971 года «за выдающиеся успехи, достигнутые в развитии сельскохозяйственного производства и выполнении пятилетнего плана продажи государству продуктов земледелия и животноводства» удостоен звания Героя Социалистического Труда с вручением ордена Ленина и золотой медали «Серп и Молот».
В 1991 году вышел на заслуженный отдых. Жил в родном городе Михайловск, где умер 31 марта 2011 года, похоронен там же.

## Признание и награды
Депутат Верховного Совета РСФСР 11-го созыва (1985—1990), делегат XXV съезда КПСС (1976). Член Шпаковского районного совета ветеранов, участник казачьего общества города Михайловска Терского казачьего войска. Почётный гражданин Шпаковского района.
Награждён орденами Ленина (08.04.1971), Трудового Красного Знамени (23.06.1966), медалями, в том числе «За доблестный труд в Великой Отечественной войне» (1946), «За доблестный труд» (1970).